# Achyranthes
Achyranthes nom. cons., biljni rod iz porodice štirovki. Trinaest vrsta raspršeno je po mnogim dijelovima svijeta: Afrika, Južna Amerika, južna i jugoistočna Azija, južna Europa (Italija, Španjolska), sjeveroistočna Australija. 
U Hrvatskoj ne raste nijedna vrsta.

## Vrste
1. Achyranthes arborescens R.Br.
2. Achyranthes aspera L.
3. Achyranthes bidentata Blume
4. Achyranthes coynei Santapau
5. Achyranthes diandra Roxb.
6. Achyranthes fasciculata (Suess.) C.C.Towns.
7. Achyranthes mangarevica Suess.
8. Achyranthes marchionica F.Br.
9. Achyranthes margaretarum de Lange
10. Achyranthes mutica A.Gray ex H.Mann
11. Achyranthes shahii M.R.Almeida & S.M.Almeida
12. Achyranthes splendens Mart. ex Moq.
13. Achyranthes talbotii Hutch. & Dalziel